# Adolf Giżyński
Adolf Giżyński ps. „Adźko” (ur. 1922 w Kownie, zm. 17 grudnia 1984 we Francji) – przywódca harcerstwa polskiego na międzywojennej Litwie.

## Życiorys
Urodził się w 1922 r. w Kownie. Do wybuchu II wojny światowej brał udział w organizowaniu odradzającego się polskiego harcerstwa na międzywojennej Litwie jako uczeń polskiego gimnazjum im. Adama Mickiewicza w Kownie. W 1935 r. uczestniczył w pierwszym obozie harcerskim w Prepuntach. Był twórcą jednej z drużyn harcerskich w Poniewieżu – przy tamtejszym, polskim gimnazjum – i zastępu harcerskiego we wsi Łopie pod Kownem. W tym czasie A. Giżyński był członkiem II Drużyny im. Księcia Józefa Poniatowskiego, przybocznym Zbigniewa Skłodowskiego. Był „Wodzem zuchów”, gromady zuchów w Kownie, a od 1937 r. również drużyny zuchów w Łopiach.
Od września 1939 r. wraz ze swoimi harcerzami włączył się w niesienie pomocy uchodźcom z Polski i polskim wojskowym przebywającym wówczas w obozach internowania. Organizował ucieczki z tych obozów, zaopatrywał w fałszywe dokumenty i pomagał w organizacji wyjazdów na Zachód. Włączył się też w działania Związku Walki Zbrojnej kierowanego na tym terenie przez rotmistrza Wincentego Chrząszczewskiego. Uczestniczył w tworzeniu Polskiej Organizacji na Litwie (POL).
11 listopada 1942 litewska Sauguma aresztowała członków POL-a, w tym również Adolfa Giżyńskiego. Po trzech miesiącach tortur w więzieniu gestapo w Kownie został przewieziony do obozu koncentracyjnego w Prawieniszkach, w 1944 r. do obozu w Diedenhofen, następnie Sadirenhausen, Neuengaumuren i Sandbortel, gdzie 29 kwietnia 1945 r. został wyzwolony przez Brytyjczyków. Po wyzwoleniu przebywał w obozie polskim w Verden (Aller) i Diepholz, gdzie zaangażowany był w ruch harcerski jako komendant hufca.
W lutym 1946 r. wstąpił do Polskiego Seminarium Duchownego w Paryżu. W 1952 uzyskał tytuł magistra z teologii i został wyświęcony na księdza przez arcybiskupa Angelo Roncalli, przyszłego Papieża Jana XXIII. W dwa lata później dyplom Wyższego Instytutu Katechetycznego. W 1956 uzyskał Admissibilite au doctorat w Instytucie Katolickim w Paryżu. Następnie został prefektem w Niższym Seminarium Duchownym Polskim w Les Ageny. Przez 12 lat pełnił obowiązki kapelana Sióstr Maryi Wspomożycielki „Marie-Ausalietwa” w Paryżu i zastępcy kapelana Związku Harcerstwa Polskiego we Francji. Rozkazem naczelnika harcerzy hm. Wojciecha Dłużewskiego w dniu 8 marca 1954 r. mianowany został Podharcmistrzem ZHP poza granicami kraju.
Po 26 latach emigracji powrócił na stałe do Polski. W 1969 został w Szczecinie profesorem Seminarium i wikarym w parafii Pomorzany. W 1970 r. został administratorem parafii św. Trójcy w Szczecinie. Po powrocie był obserwowany przez SB, nękany i więziony. Pod koniec 1980 został rezydentem w parafii Najśw. Serca Pana Jezusa w Gryficach, skąd ponownie wyjechał do Francji. Tam nawiązał kontakty z polską emigracją, a w stanie wojennym włączył się w akcję pomocy Polsce organizowaną przez Polsko-Francuski Komitet Pomocy Polsce. Zmarł we Francji 17 grudnia 1984 r.